# Tomosvaryella flavipes
Tomosvaryella flavipes är en tvåvingeart som beskrevs av De Meyer 1993. Tomosvaryella flavipes ingår i släktet Tomosvaryella och familjen ögonflugor.
Artens utbredningsområde är Madagaskar. Inga underarter finns listade i Catalogue of Life.